# Randall Munroe
Randall Patrick Munroe (n. 17 octombrie 1984, Easton, Pennsylvania, SUA) este un autor de benzi desenate online American și fost robotician la NASA, de asemenea programator, recunoscut drept creatorul benzii desenate online „xkcd”. El și banda lui desenată au dezvoltat un cult, iar el este doar unul dintr-un grup mic dar în creștere de artisti profesioniști de benzi desenate online.
Este autorul mai multor bestselleruri: What If?: Serious Scientific Answers to Absurd Hypothetical Questions (2014), Thing Explainer (2015) și How To: Absurd Scientific Advice for Common Real-World Problems (2019). What If? ... este tradusă în limba română la editura Publica.